# Cheb Akil
Cheb Akil (en Arabe : الشاب عقيل), de son vrai nom Akil Abdelkader (en arabe : عقيل عبد القادر), né le 
27 juin 1974 à Khemis Miliana en Algérie et mort le 13 juin 2013 à Tanger au Maroc des suites d’un accident de la route, est un chanteur et compositeur Algérien de raï.

## Biographie
Akil est né le 27 juin 1974 à Khemiss Melyana en Algérie. Il avait été remarqué très jeune par Abdelkader Cassidy, qui lança les artistes raï des années 1980 et 1990 qui lui donnera sa chance en lui faisant graver tout un album de reprises. Il obtient une notoriété grâce à sa voix chaude et nuancée ainsi que son excellente maîtrise du synthé. Il sort son premier album à l'âge de 13 ans où il reprend des chansons de ses idoles Cheb Khaled, Cheb Mami et Cheb Hasni.
En 1989, Cheb Akil se distingue avec le titre Ne me quitte pas Omri qui sera repris par Cheb Bilal. Ce dernier classe Cheb Akil parmi ses chanteurs favoris. Le titre Tahasdou oula T'ghirou s'est vendu à plus d'un million d'exemplaires et lui ouvrira les portes de la notoriété.
Victime d’un grave accident de la route, Cheb Akil a succombé à ses blessures à l’hôpital, pendant la nuit du 13 juin 2013 à Tanger au Maroc, où il devait donner un concert, le soir même à la salle du Millénium. Quant à sa femme qui à ce moment-là était enceinte et présente dans cette voiture, sortira indemne de l'hôpital. À la suite de cet évènement le roi Mohammed VI apportera ses condoléances à sa famille et qualifiera cette mort de « perte cruelle ». Pour lui Cheb Akil « était un artiste talentueux ayant conquis un large public parmi les admirateurs de la musique du rai aussi bien dans son pays, l'Algérie, qu'au Maroc, son deuxième pays ». Sa mort suscitera aussi une réaction de la part du Ministère de la Culture algérienne.

## Discographie
- 1998 : Ahleft Ala El Kass
- 1998 : Rani Khateb
- 2009 : Dar Mekria w Loto Facilité
- 2010 : Diroulha Laakal
- 2011 : Wech Teswa Dennia Bla Bik
- 2012 : L3achk El Mamnou3
- 2013 : Jak El Mersoul